# Kerpenyes (Fehér megye)
Kerpenyes románul: Cărpiniș, falu Romániában, Erdélyben, Fehér megyében.

## Fekvése
Szerdahelytől délnyugatra fekvő település.

## Története
Kerpenyes nevét 1488-ban említette először oklevél Kopelsbach néven.
Későbbi névváltozatai: 1532-ben Kerpeneys, 1733-ban Kerpenis, 1750-ben Körpényes, 1760–1762 között Kerpenyes, 1808-ban  Kerpenyes, Kerpinis, 1861-ben Kerpenisch, 1888-ban Kerpenisch, Kappelbach, Kesselbach, Carpinis, 1913-ban Kerpenyes.
A trianoni békeszerződés előtt Szeben vármegye Szerdahelyi járásához tartozott.
1910-ben 1022 görögkeleti ortodox román lakosa volt.

## Látnivalók
- 18. századi ortodox templom